# Chalageri
Chalageri är en ort i Indien.   Den ligger i distriktet Haveri och delstaten Karnataka, i den södra delen av landet, 1 600 km söder om huvudstaden New Delhi. Chalageri ligger 583 meter över havet och antalet invånare är 11 023.
Terrängen runt Chalageri är platt. Runt Chalageri är det tätbefolkat, med 331 invånare per kvadratkilometer. Närmaste större samhälle är Harihar, 11,2 km sydost om Chalageri. Trakten runt Chalageri består till största delen av jordbruksmark.